# Ohio State Buckeyes (Footballteam)

Logo der Ohio State Buckeyes

Die Ohio State Buckeyes (buckeye = englisch für „Rosskastanie“) sind eine Football-Mannschaft (College-Football-Team) der Ohio State University (OSU). Als Mitglied der National Collegiate Athletic Association (NCAA) nehmen sie am Spielbetrieb in der East Division der Big Ten Conference teil. Sie spielen seit 1922 im Ohio Stadium in Columbus im US-Bundesstaat Ohio und haben bisher 8 nationale Meisterschaften und 40 Conference-Meisterschaften gewonnen. Zudem sind sie in zehn Saisons ungeschlagen geblieben.
Football führten George Cole und Alexander S. Lilley 1890 an der Universität ein. Bis 1901 war das neue Footballteam selbstständig, bevor es als Gründungsmitglied in der Ohio Athletic Conference (OAC) teilnahm. Als Mitglied in der OAC gewannen sie zwei Conference-Meisterschaften, bevor sie 1912 in die Big Ten Conference wechselten.
1942 konnten sie unter Chefcoach Paul Brown ihre erste nationale Meisterschaft gewinnen.
Nach dem Zweiten Weltkrieg ging es trotz dreier verschiedener Trainer in kurzer Zeit sportlich bergab, bis schließlich 1952 Woody Hayes engagiert wurde. Mit ihm als Head Coach gewann Ohio State 13 Big-Ten-Meisterschaften, fünf Nationale Meisterschaften (1954, 1957, 1961, 1968 und 1970) und vier Rose-Bowl-Titel bei acht Teilnahmen. Nach der Entlassung Hayes’ 1987 führten Earle Bruce und später auch John Cooper die Mannschaft zu sieben weiteren Conference-Titeln.
2001 wurde Jim Tressel als Trainer eingestellt und konnte 2002 mit dem Sieg im Fiesta Bowl den siebten nationalen Meisterschaftstitel gewinnen. Mit Tressel wurden außerdem noch 7 Big Ten Championships und bei acht Teilnahmen fünf Spiele der Bowl Championship Series gewonnen.
Am 28. November 2011 wurde Urban Meyer, welcher selbst aus Ohio stammt und mit den Florida Gators bereits zwei Meistertitel hatte erringen können, zum Head Coach ernannt. Er konnte mit 24 Siegen am Stück einen Schulrekord aufstellen und gewann mit den Buckeyes die nationale Meisterschaft 2014. Seit 2019 ist Ryan Day Head Coach der Buckeyes.
Das Ohio-State-Footballprogramm kann eine Gesamtbilanz von 930 Siegen, 328 Niederlagen, 53 Unentschieden und 53 Bowl Games vorweisen. Zuletzt gewann man 2020 den Sugar Bowl und unterlag im College Football Playoff National Championship Game der Alabama Crimson Tide. (Stand: Ende der Saison 2020).

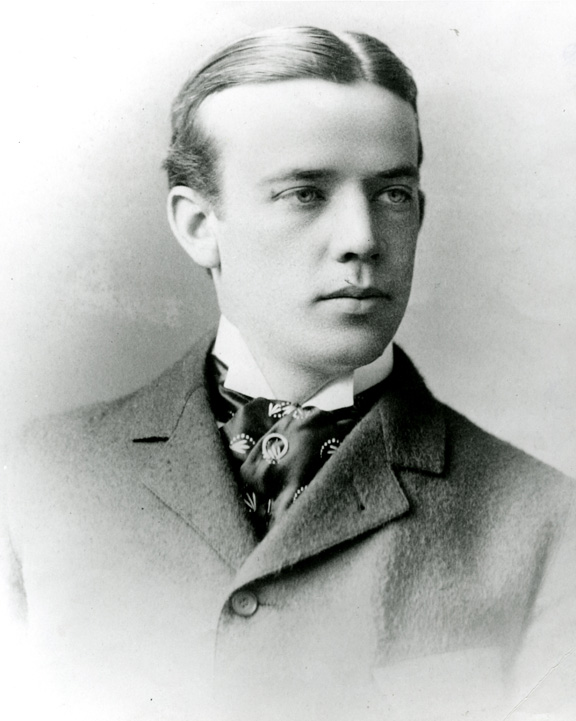
Alexander S. Lilley - erster Footballtrainer der OSU

## Geschichte

### Anfänge (1890–1933)
Der Student George Cole überzeugte im Frühjahr 1890 Alexander S. Lilly an der Ohio State University eine Footballmannschaft zusammenzustellen. Das erste Spiel wurde am 3. Mai 1890 gegen die Ohio Wesleyan University ausgetragen und endete mit einem Sieg für die Buckeyes in Delaware (Ohio).
Das erste Heimspiel fand am 1. November 1890 gegen die University of Wooster statt. Das Wetter war ausgezeichnet und die Spieler wurden von den Fans lautstark unterstützt. Dennoch hagelte es eine 64:0-Niederlage gegen körperlich überlegene Gegenspieler, was deutlich machte, dass hartes Training die Grundlage für sportlichen Erfolg darstellt.
In den nächsten acht Jahren wurden mit wechselnden Trainern 31 Siege, 39 Niederlagen und 2 Unentschieden erspielt. Das erste Spiel gegen die University of Michigan in Ann Arbor endete 1897 mit einer 34:0-Niederlage. Dieses Jahr sollte mit einer Statistik von 1-7-1 den Tiefpunkt in der Geschichte des Buckeyes-Footballteams darstellen. Jack Ryder war 1892 Ohio States erster bezahlter Head Coach. Er verdiente 150 Dollar pro Saison und bestritt sein erstes Spiel bei der Niederlage, am 15. Oktober 1892, gegen das Oberlin College und John Heisman.
1899 wurde John Eckstorm angeheuert um endlich professionelles Coaching zu gewährleisten. Daraufhin blieb die OSU im selben Jahr ungeschlagen. Allerdings stand Football an der Ohio State University 1901 kurz vor dem Aus, als Center John Sigrist sich bei einem Spiel schwer verletzte und zwei Tage später im Krankenhaus starb. Obwohl sich das Team gegen die Auflösung entschied, trat Eckstorm zurück. 1912 gab es einige strukturelle Veränderungen. Das Team trat der Western Conference bei und wurde außerdem in die neu gegründete Sportabteilung der Universität eingegliedert. Lynn W. St. John wurde zum Athletic Director ernannt.
Chic Harley war Schüler der East High in Columbus und einer der besten Footballspieler, die jemals in Ohio eine Highschool besucht haben. Er konnte passen, rennen, fangen, punten, Field Goals erzielen sowie in der Defense spielen. Er kam 1916 an die Ohio State University und war sofort Publikumsliebling. Harley und die Buckeyes gewannen die erste Big Ten-Meisterschaft der Schulgeschichte im Jahr 1916, als sie alle sieben Saisonspiele gewinnen konnten. 1917 konnten sie den Titel mit 8 Siegen und einem Unentschieden verteidigen. Daraufhin kämpfte Harley als Pilot für ein Jahr im Ersten Weltkrieg. 1919 kehrte er zurück und die Buckeyes verloren nur ein Spiel – gegen Illinois. Chic Harley verließ die OSU nach 22 Siegen, einer Niederlage und einem Unentschieden. Zu dieser Zeit wurden die Heimspiele im kleinen „Ohio Field“ ausgetragen, doch Harley zog so viele Menschen an, dass es notwendig war ein größeres Stadion zu bauen. 1922 wurde das Ohio Stadium eröffnet, welches vollständig aus Spenden von Fans finanziert wurde. Als 1951 die College Football Hall of Fame eröffnet wurde, war Harley eines der ersten Mitglieder.
Ohio States erster großer Rivale war das Kenyon College, eine kleine Universität für Geisteswissenschaften in Gambier (Ohio), 50 Meilen nordöstlich von Columbus. Sie spielten zum ersten Mal bereits 1890, in der ersten Saison überhaupt, gegeneinander, wobei Kenyon beide Partien für sich entscheiden konnte. Als die Buckeyes zwischenzeitlich gegen den ungeliebten Nachbarn 15 Spiele in Folge gewannen, erlosch die Rivalität. Nach dem Wechsel in die Big Ten Conference gab es keine Spiele mehr gegeneinander und die Bilanz lautet somit bis heute 18:6 für OSU.

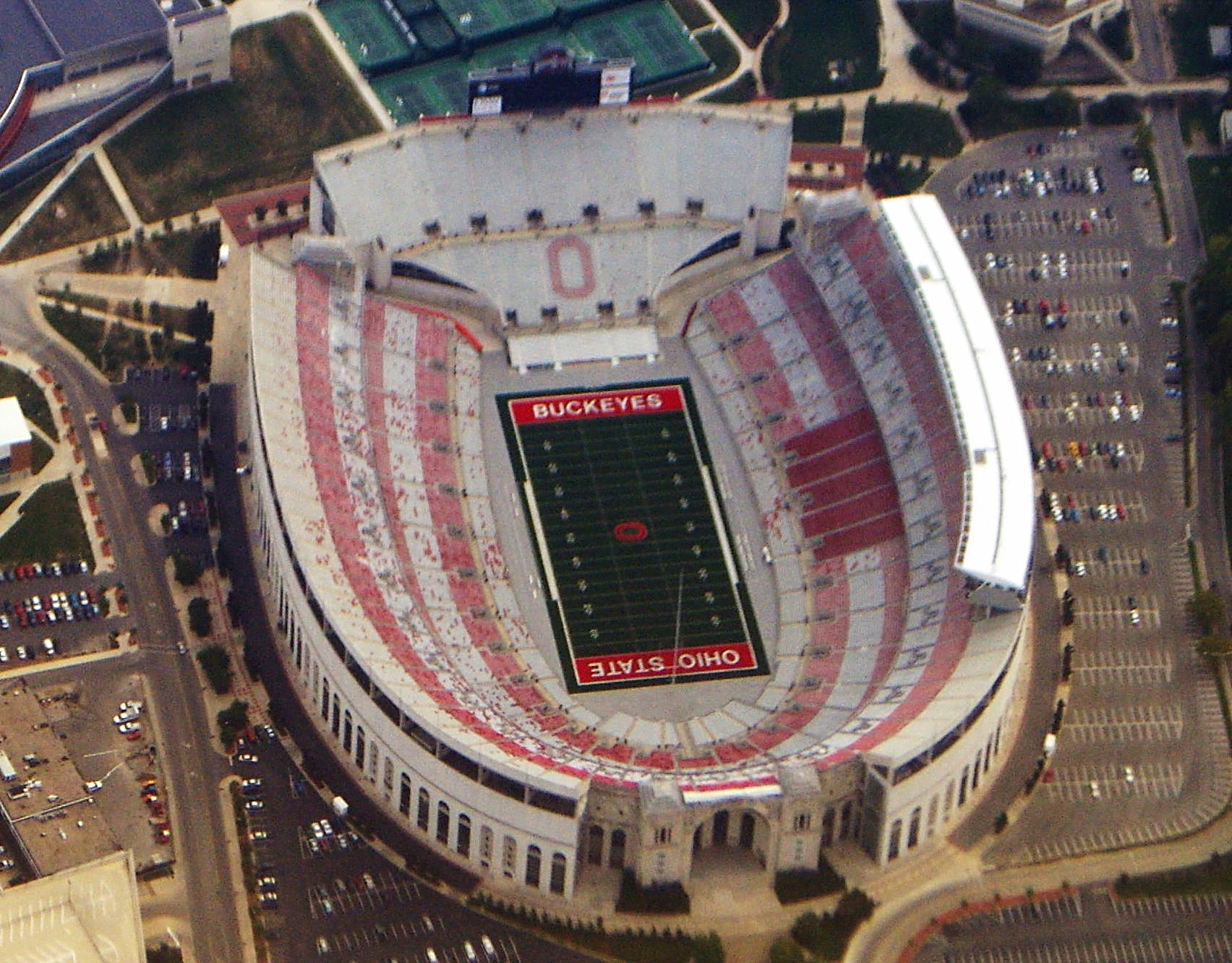
Ohio Stadium – Heimspielstätte der Buckeyes

### Francis Schmidt (1934–1940)
Die Verpflichtung von Francis Schmidt im März 1934 als Cheftrainer verdeutlichte die Ambitionen auf sportliche Erfolge. Schmidt war ein erfahrener Trainer und ein anerkannter Wegbereiter in der Entwicklung der Offense. Seine Offensiv-Spielzüge wurden „razzle-dazzle“ genannt und machten ihn zum ersten Buckeye-Footballtrainer, der mit einem Vertrag über mehrere Jahre ausgestattet wurde. In seinen ersten vier Saisons gab es nur Zu-null-Siege gegen den „Erzfeind“ Michigan Wolverines. Die Saison 1935 wurde durch eine 18:13-Niederlage im ersten Spiel überhaupt gegen die University of Notre Dame mit 7:1 abgeschlossen. Nichtsdestotrotz waren die folgenden Spielzeiten, abgesehen vom Gewinn der Big Ten Championship 1939, weniger erfolgreich und er trat im Dezember 1940 zurück.

### Paul Brown (1941–1943)
Ohio State holte Paul Brown als Nachfolger, welcher vorher die Massillon Washington High School trainiert hatte und dort 6 State Championships am Stück gewonnen hatte. Er veränderte sofort die Offensivstrategie und zeichnete sich durch akribische Detailarbeit, im Bezug auf Trainingsplanung, organisatorische Details und die Einweisung der Assistenztrainer, aus. 1942 – im Jahr, in dem die Mannschaft, aufgrund des Kriegseintritts der USA in den Zweiten Weltkrieg, 22 erfahrene Spieler für den Militärdienst abstellen musste – führte er ein Team, das größtenteils aus Sophomores bestand, zur ersten nationalen Meisterschaft.

### Carroll Widdoes (1944–45), Paul Bixler (1946) und Wes Fesler (1947–50)
Brown nahm 1944 ein Angebot der United States Navy an und ernannte seinen Assistenten Carroll Widdoes bis zu seiner Rückkehr als seinen Stellvertreter. Zur Mannschaft gehörten in diesem Jahr 31 Freshmen und trotzdem wurden alle Spiele, inklusive einer Begegnung gegen Paul Browns Great Lakes Navy Team, gewonnen. In der Nationalen Wertung beendeten die Buckeyes die Saison hinter der Army auf Platz zwei und Quarterback Les Horvath wurde als erstem Spieler der Ohio State University die Heisman Trophy verliehen.
Brown entschied sich nach dem Krieg gegen eine Rückkehr und für eine Stelle im Profigeschäft. Widdoes kehrte, trotz der besten Zwei-Jahres-Statistik aller OSU Headcoaches, auf eigenen Wunsch zu seinem Posten als Assistenztrainer zurück. Offensive Coordinator Paul Bixler tauschte mit Widdoes und trat nach einer durchschnittlichen Saison mit 4 Siegen, 3 Niederlagen und 2 Unentschieden zurück. In dieser Phase entstand der Ruf von Ohio State als „Trainerfriedhof“, welcher noch für Jahrzehnte anhalten sollte.
Wes Fesler wurde 1947 Cheftrainer und beendete die Saison zum einzigen Mal in der Geschichte der Schule auf dem letzten Platz der Big Ten. Im nächsten Jahr verbesserte sich das Team mit 6-3 deutlich, um 1949, auch durch den Sophomore Vic Janowicz, noch besser abzuschneiden. Ohio State durfte am Rose Bowl teilnehmen, wo sie einen Rückstand aufholten und die University of Carolina letztendlich sogar besiegten. 1950 gewann das Team sechs Spiele am Stück, bevor sie die Saison durch eine Niederlage im Spiel gegen Michigan, welches durch das Auftreten eines Blizzards später als „Snow Bowl“ getauft wurde, noch verspielte. Zwei Wochen später trat Fesler wegen familiärer und gesundheitlicher Probleme zurück.

### Die Woody-Hayes-Ära (1951–1978)
Wayne Woodrow „Woody“ Hayes setzte sich u. a. gegen Paul Brown durch und wurde am 18. Februar 1951 zum Head Coach ernannt. Er führte strenge Regeln ein und setzte sie lautstark und aggressiv durch, wobei er bei vielen Spielern, die sich an den lockeren Stil von Fesler gewöhnt hatten, aneckte. 1951 gewannen die Buckeyes vier Spiele, verloren drei und spielten zweimal Unentschieden, was in Bezug auf den Trainer viele Fragen aufwarf. 1952 verbesserte sich die Mannschaft auf 6-3 und fuhr seit acht Jahren den ersten Sieg gegen Michigan ein. Nachdem das Spiel gegen die Wolverines 1953 allerdings wieder verloren gegangen war, forderten die Kritiker Hayes’ Ablösung.
1954 wurde spekuliert, dass die Buckeyes nicht besser als auf dem zehnten Platz in der Big Ten enden würden. Hayes konnte allerdings vom Talent von Runningback Howard „Hopalong“ Cassady und einer epischen Verteidigungsschlacht auf der Goalline gegen Michigan profitieren und Ohio State blieb ungeschlagen. Hayes führte die Buckeyes somit zu ihrer zweiten nationalen Meisterschaft. 1955 gewann die Mannschaft erneut den Big Ten-Titel, verbuchte einen Zuschauerrekord und gewann das erste Mal seit 18 Jahren in Ann Arbor. Zusätzlich bekam Hopalong Cassady die Heisman Trophy. Gegen Michigan wurden nur drei Passing-Plays versucht, wobei nur einer der Pässe gefangen wurde und die einzige Completion in den letzten drei Spielen der Saison darstellte. Hayes’ Offensivspielstil wurde daraufhin als „drei Yards und eine Staubwolke“ charakterisiert.
1955 gab Hayes in einem Artikel der Sports Illustrated zu, dass er finanziell hilfebedürftigen Spielern kleine Darlehen gewährte. Dies löste einen Aufruhr wegen möglicher Verletzungen von NCAA-Richtlinien aus, welcher in langen Untersuchungen durch Fakultäts-, Big Ten- und NCAA-Komitees resultierte. Big Ten Commissioner Kenneth „Tug“ Wilson entschied, dass Hayes und das Footballprogramm der Ohio State University gegen die Regeln verstoßen hatten und verhängte 1956 eine einjährige Bewährung. 1957 gewannen die Buckeyes nach einer Auftaktniederlage alle restlichen Spiele und besiegten Oregon im Rosebowl. Damit teilten sie sich den Meistertitel mit Auburn. Hayes wurde zum „Coach of the Year“ gewählt.
1968 besiegte Ohio State die an Position eins gesetzten Purdue Boilermakers und blieben auch durch eine 50:14-Demontage gegen Michigan weiterhin ungeschlagen. Der Sieg im Rose Bowl gegen die University of Southern California führte zum nächsten nationalen Titel. Die Abschlussklasse von 1970 wurde als die „Super Sophomores“ bekannt und hätte beinahe drei aufeinanderfolgende Meisterschaften gewonnen, wenn es nicht zu der wohl bittersten Niederlage in der Geschichte der Buckeyes gekommen wäre. 22 Spiele in Folge waren sie ungeschlagen, bevor sie zum Auswärtsspiel in Michigan antreten mussten. Doch die als Außenseiter gehandelten Wolverines mit ihrem neuen Head Coach Bo Schembechler sorgten für ein unerwartetes 24:12-Debakel.
Die Niederlage gegen Michigan 1969 führte zum sogenannten „10-jährigen Krieg“, welcher einige der stärksten Teams, die beide Universitäten jemals hervorgebracht hatten, zum allerhöchsten sportlichen Level trieb und die Rivalität zwischen Hayes und Schembechler legendär machte. Zwischen 1970 und 1975 waren Ohio State und Michigan viermal unter den AP Top 5 der gesetzten Mannschaften, bevor sie aufeinander trafen. Die Wolverines waren vor jedem dieser Spiele ungeschlagen, konnten aber nur beim 10:7-Sieg in Ann Arbor 1971 das Feld als Sieger verlassen.
Beide Teams nutzten ihr jährliches Aufeinandertreffen als Motivation für die komplette Saison. Nach dem ominösen Sieg für Michigan, der dieses Wettrüsten erst ausgelöst hatte, konnten Hayes’ Buckeyes somit durch vier Siege und ein Unentschieden die erste Hälfte des „Krieges“ für sich entscheiden. Folgerichtig gewannen sie die Conference viermal in Folge und qualifizierten sich jedes Jahr für den Rose Bowl. In dieser Zeit entwickelte Ohio State durch die zunehmende Verbreitung des Fernsehers große nationale Popularität.
Hayes gab bereits in der Saisonvorbereitung 1970 die Richtung vor, indem er in den Eingang der Spielerumkleide einen Läufer auslegte auf dem „1969 MICH 24 OSU 12 - 1970 MICH:_ OSU:_“ prangte. Dadurch wurde jeder Spieler täglich an die Marschroute erinnert. Die „Super Sophomores“, mittlerweile Seniors, benutzten eine Offensivstrategie, bei der hauptsächlich der Fullback im Mittelpunkt stand und die letztendlich den Weg zu einer Saison ohne Niederlage führte. Vor dem Duell gegen Michigan waren beide Mannschaften noch ungeschlagen und an vierter bzw. fünfter Stelle gesetzt. Eine sehr starke Verteidigung, die nur 37 Rushing Yards zuließ, dazu eine explosive Offensive, welche zusätzlich auf zwei blockende Tight Ends setzte, und ein 26-Yard-Touchdownpass von Kern zu Bruce Jankowsky sorgten für einen 20:9-Sieg. Die Buckeyes erreichten somit den Rose Bowl 1971, wurden jedoch von Stanford 27:17 geschlagen. Die „Super Sophomores“ konnten am Ende ihrer Collegekarriere eine Bilanz von 27:2 aufweisen, was bis heute den Bestwert darstellt. Die National Football Foundation kürte Ohio State am Ende der Saison zum Nationalen Meister.

1971 war weniger erfolgreich als die vorherigen Spielzeiten, aber in den mittleren vier Jahren des 10-jährigen Krieges gab es für Hayes die größten Erfolge gegen Michigan. Runningback Archie Griffin begann 1972 seine Collegekarriere, wobei er von der neuen NCAA-Regel profitierte, die Freshmen erlaubte an Spielen auf Varsity-Ebene teilzunehmen. In seinem zweiten Spiel wurde er am Ende des ersten Viertel gegen die University of North Carolina eingewechselt und stellte mit 239 Yards einen neuen Buckeyes-Rekord auf. Am Ende der Saison war er mit 867 Yards Rushing-leader seines Teams. 

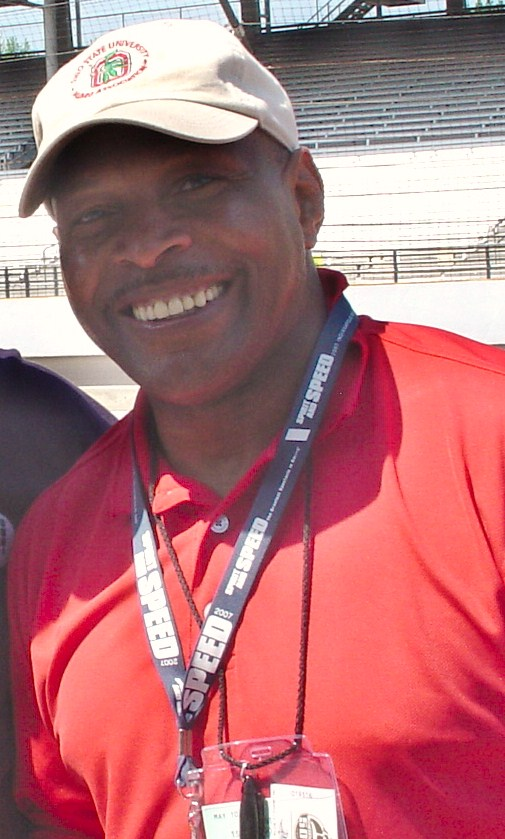
RB Archie Griffin, einziger zweifacher Heisman-Trophy-Gewinner

In der nächsten Saison ließ Hayes Griffin aus der I-Formation starten. Die Buckeyes blieben daraufhin mit einer starken Offense und einer undurchdringbaren Abwehr ungeschlagen und gewannen dabei mit durchschnittlich 31 Punkten Vorsprung. Der einzige Wermutstropfen war ein 10:10-Unentschieden gegen Michigan, durch das beide Teams ohne Niederlage blieben. Allerdings war dieses Ergebnis vorerst nur für Michigan ärgerlich, da die Big Ten Ohio State als ihren Repräsentanten zum Rose Bowl entsendete. Obwohl sie Titelverteidiger USC besiegen konnten, blieben sie letztendlich doch auf Grund des Unentschieden in den AP Rankings hinter Notre Dame Zweiter. Von dieser Mannschaft wurden Griffin, Randy Gradishar, van DeCree und John Hicks zum All-American ernannt. Offensive Tackle Hicks gewann nicht nur die Outland Trophy und den Lombardi Award, sondern landete auch noch bei der Wahl für die Heisman Trophy auf dem zweiten Platz.
Die Spielzeiten 1974 und 1975 bargen Höhen und Tiefen. Die Buckeyes gewannen zwar jeweils gegen Michigan und qualifizierten sich auch für die Rose Bowls, verloren aber beide. Die ’74er Mannschaft schien für einen weiteren Meistertitel bereit, als der Traum durch eine Niederlage gegen die ungesetzte Mannschaft von Michigan State University zunichtegemacht wurde. Im nächsten Jahr verloren die an Position eins gesetzte OSU 23:10 gegen die an elf gesetzte UCLA. Von 1972 bis 1975 hatte Ohio eine Bilanz von 40-5-1, verlor nicht einmal gegen Michigan und gewann die Big Ten in jedem Jahr. Trotzdem versagten die wenigen Niederlagen und das eine Unentschieden der Mannschaft eine Meisterschaft. Archie Griffin bekam in beiden Jahren die Heisman Trophy und lief in seiner Collegekarriere für 5.589 Yards.
In den nächsten Jahren verschlechterten sich die Leistungen unter Hayes etwas. Die Bilanzen lauteten 9-2-1, 9-3, 7-4-1 und auf Grund der Einführung von neuen Bowls neben dem Rosebowl gab es trotzdem jedes Jahr eine Teilnahme. Allerdings führten bittere Niederlagen gegen Michigan und andere Faktoren dazu, dass die Kritik an Headcoach Hayes und seinen Methoden wuchs. Insbesondere sorgte sein ausschweifendes Temperament am Spielfeldrand immer wieder für Ärger. Am Rande des im Fernsehen übertragenen Gator Bowls gegen die Clemson University kam es kurz vor Schluss zum Eklat, als Hayes auf Clemsons Verteidiger Charlie Baumann einschlug, nachdem dieser mit einer Interception Ohios Siegchancen kurz zuvor zunichtegemacht hatte. Nach dem Spiel wurde Hayes von Ohio State-Präsident Harold Enarson und dem Sportdirektor Hugh Hindmann schließlich entlassen.

### Earle Bruce (1979–1987)
Hayes wurde von seinem früheren Schützling Earle Bruce ersetzt. Er übernahm eine starke Mannschaft, welche von Sophomore Quarterback Art Schlichter angeführt wurde, verlor aber gleichzeitig auch elf Stammspieler. Unter seiner Leitung übertraf die Mannschaft 1979 die tief gesteckten Erwartungen und beendete die dreijährige Durststrecke gegen Michigan, bevor sie sich mit der Chance auf einen Meistertitel für den Rose Bowl qualifizierte. Die Buckeyes verloren mit einem Punkt Unterschied mit 17-16, doch Bruce wurde zum Trainer des Jahres ausgezeichnet. Dieser Erfolg gab den Hayes-Skeptikern Aufwind und die Saison wurde von ihnen als Auftakt in eine neue große Ära gefeiert.
1980 beendete Ohio State die Saison allerdings mit 9-3, wie auch die nächsten fünf Spielzeiten. Auch wenn in jedem Jahr eine Teilnahme an einem Bowl erreicht wurde, kamen die Buckeyes einem Meistertitel auch nicht näher als in den letzten Saisons unter Woody Hayes, was Bruce zunehmend Kritik einbrachte, denn an Spielern mit Qualität mangelte es nicht. All-Americans und spätere NFL-Stars wie z. B. Keith Byars, Cris Carter, Chris Spielman, John Frank und Pepper Johnson gehörten zum Team und wurden von namhaften Assistenztrainern betreut: Jim Tressel, Pete Carroll, Nick Saban, Urban Meyer und Dom Capers.
1980 wurde die Mannschaft in einer Pre-Season-Umfrage an erster Stelle geführt und durfte die Saison mit vier Heimspielen in Folge beginnen, wurde aber im letzten von UCLA mit 17:0 überrannt. Das Team schlug mit sechs Siegen in Folge zurück, um aber letztendlich von einem überlegenen Team aus Michigan und auch von Penn State im Fiesta Bowl geschlagen zu werden.
1981 begann Ohio State stark und konnte dabei u. a. bei den von John Elway angeführten Stanford Cardinals gewinnen. Anschließend gab es allerdings gegen Florida State und Wisconsin zwei Niederlagen am Stück. Die Defensivschwäche setzte sich in Minnesota fort, bevor Michigan besiegt werden konnte, was zu einer geteilten Big Ten-Meisterschaft führte. Anschließend konnte Navy im Liberty Bowl besiegt werden.
1982 verloren die Buckeyes zum ersten Mal seit 1922 wieder drei Spiele in Folge im Ohio Stadium – gegen Stanford, Florida und wieder gegen Wisconsin. Danach konnten sieben Spiele gewonnen werden, das letzte gegen BYU im Holiday Bowl. Dabei spielte Sophomore Runningback Keith Byars mit 1.199 erlaufenen Yards eine besonders starke Saison, aber drei Niederlagen in der Conference entsprachen nur dem vierten Platz in der Abschlusstabelle. Zwei Jahre später kam es beim 45:38 gegen Illinois zu einem Spiel, welches Bruce als „bestes Comeback nach dem schlechtesten Start“ beschrieb, denn die Buckeyes hatten früh mit 24:0 hinten gelegen, konnten das Blatt auch dank 274 Rushing Yards von Byars wenden. Außerdem konnte Michigan besiegt werden und Byars führte die Bestenlisten in erlaufenen Yards und erzielten Punkten an, verpasste den Gewinn der Heisman Trophy aber knapp.
Vor dem Beginn der Saison 1985 zog sich Byars einen Zehenbruch zu, was die Offensive der Buckeyes erheblich schwächte und ihm alle Chancen auf eine Heisman Trophy nahm. Gegen Purdue war er wieder im Team, verletzte sich aber im nächsten Spiel gegen Minnesota erneut. Das topgesetzte Iowa musste dann zum Spiel im Ohio Stadium antreten und war das erste Nummer-1-Team, das gegen die Buckeyes spielte seit Purdue 1986. Damit waren die Iowa Hawkeyes eindeutig favorisiert, konnten aber die Mannschaft von Ohio State, welche zu diesem Zeitpunkt die längste Siegesserie im heimischen Stadion aller NCAA Teams hatte, beim 13:22 nicht gefährden.
1986 erhielt Bruce einen Dreijahresvertrag, aber die Mannschaft begann nach mehr als 90 Jahren eine Saison wieder mit zwei Niederlagen. Anschließend gewannen die Buckeyes neun Spiele, bevor Michigan knapp siegreich blieb, weil Kicker Matt Frantz eine Minute vor Schluss ein Fieldgoal verpasste. Nach dieser Spielzeit wurde Earle Bruce ein Fünfjahresvertrag bei der University of Arizona angeboten, konnte aber von Sportdirektor Rick Bay zum Bleiben überzeugt werden. Alle Hoffnungen auf eine starke Saison 1987 wurden begraben, als All-American Wide Receiver Cris Carter aus dem Team geworfen wurde, weil er unerlaubte Handgelder angenommen hatte. Die Buckeyes wurden zum ersten Mal seit 1951 mit 31:10 von Indiana in einem Spiel geschlagen, welches später als „darkest day“ bezeichnet wurde, und war somit seit drei Spielen ohne Sieg, bevor es gegen Michigan ging. Am Monat der Michigan-Woche, nach einem Wochenende voller Gerüchte und Spekulationen, feuerte Ohio State Präsident Edward Jennings Earl Bruce, versuchte dies aber bis zum Ende der Saison geheim zu halten. Sportdirektor Bay war zwar zum Schweigen verpflichtet, setzte sich aber gegen Jennings Befehl hinweg und verkündete Bruces Entlassung und seinen Rücktritt. Jennings sorgte für noch mehr Wirbel, indem er es ablehnte Gründe für die Entlassung des Trainers vorzubringen, was bis heute diskutiert wird. Die Buckeyes feierten unterdessen in Ann Arbor einen emotionalen Sieg, bei dem das gesamte Team Stirnbänder mit der Aufschrift „Earle“ trug. Später wurde eine Einladung zum Sun Bowl vom Team abgelehnt.

### John Cooper (1988–2000)
John Cooper wurde 1987 als 21. Head Coach von Ohio State vorgestellt, kurz bevor er sein letztes Spiel als Trainer der Arizona State University betreute. Er setzte sich auf Grund seiner exzellenten Ergebnisse bei der ASU und vorher bei Tulsa und dem Rose Bowl-Gewinn über Michigan 1987 gegen seine Mitbewerber durch. Cooper blieb nach seiner dreizehnjährigen Zeit als Cheftrainer der OSU vor allem auf Grund einiger negativer Statistiken in Erinnerung: nur zwei Siege bei 13 Begegnungen mit Michigan und 5 Niederlagen in 8 Bowls, 5 Niederlagen in Folge gegen Illinois zu Beginn seiner Amtszeit und eine vernichtende 28:24-Niederlage nach einer 15-Punkte-Führung gegen Michigan State, gerade als Ohio State die an Nummer 1 gesetzte Mannschaft im ganzen Land und auf dem Weg zur nationalen Meisterschaft war. Allerdings gab es auch Höhepunkte wie die drei Siege in Folge gegen Notre Dame und drei Big Ten-Meisterschaften. Cooper verpflichtete außerdem 15 Spieler, welche später in der ersten Runde der NFL Draft gewählt werden sollten.
Die Spielzeiten von 1988 und 1989 begannen identisch: ein beeindruckender Auftaktsieg, gefolgt von einer peinlichen Niederlage gegen eine starke Mannschaft (Pitt und USC) – anschließend die Wiedergutmachung gegen die starke LSU bzw. Boston College und daraufhin wieder eine Niederlage gegen Illinois im ersten Spiel der Conference. 1988 verlor Ohio State die ersten drei Conference-Spiele und ein knappes Match gegen Michigan und beendete die Saison mit 4-6-1, was die erste negative Bilanz in 22 Jahren darstellte. 1989 wurden in der Big Ten 6 Spiele in Folge gewonnen, bevor die letzten zwei verloren und die Saison mit 8-4 beendet wurde. Der beeindruckendste Sieg gelang nach einem 31-0-Rückstand in Minneapolis, welcher zu einem 41:37 gedreht wurde.

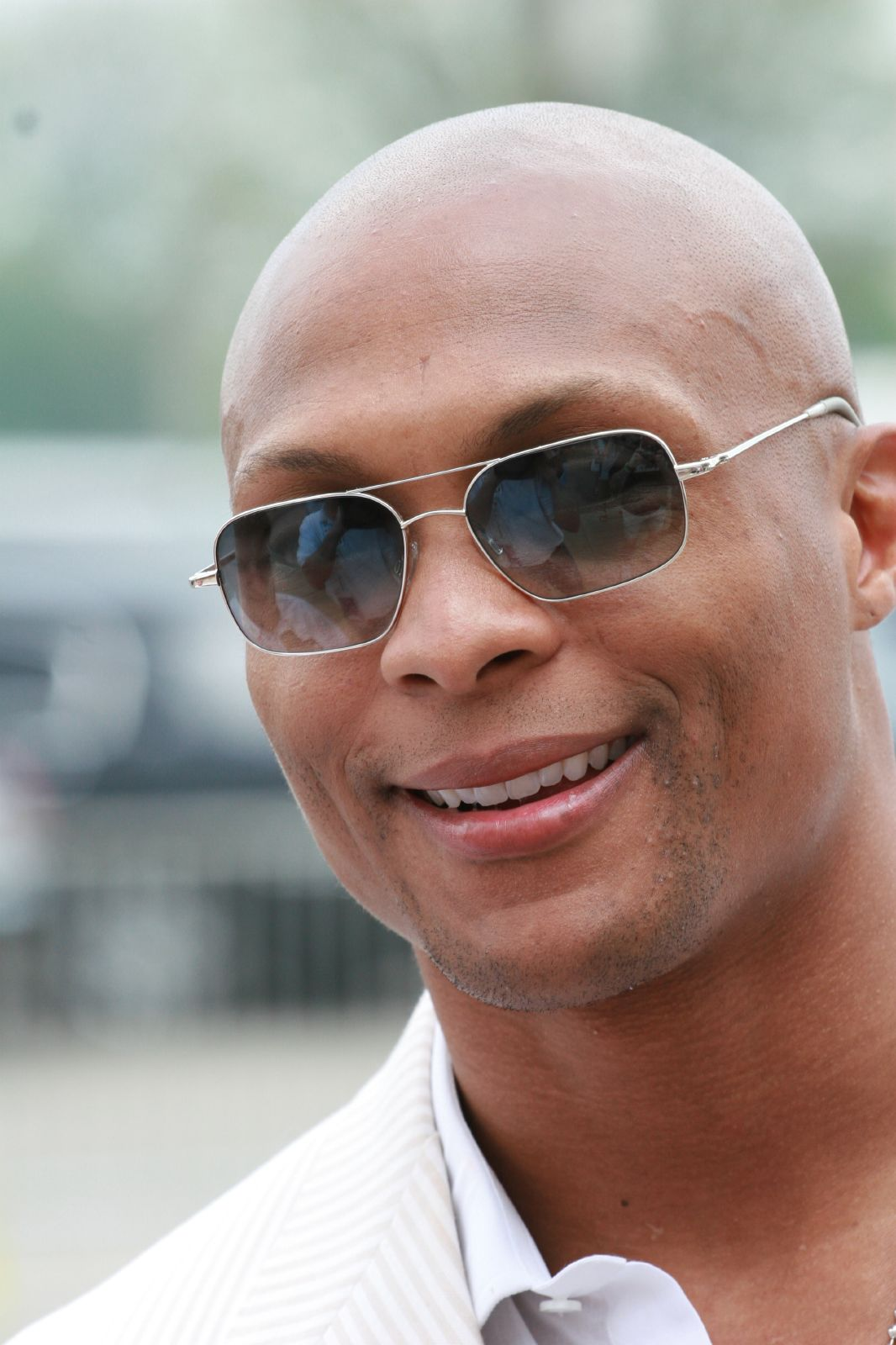
Buckeyes RB Eddie George, Gewinner der Heisman Trophy 1995.

1990 wiederholte sich das Muster mit einem Start mit zwei Siegen und zwei Niederlagen und führte zu einer Bilanz von 7-4-1 inklusive einer peinlichen Niederlage gegen Air Force im Liberty Bowl. Ein Jahr später hieß es 9-4 und 1992 mit Kirk Herbstreit als Quarterback 8-3-1, als die Niederlagenserie gegen Michigan beim 13:13 endlich gebrochen wurde. Gerüchte über einen Rücktritt oder einen Rauswurf Coopers wurden zerstreut, als Präsident Gordon Gee erklärte, dass er auch 1993 Trainer sein werde.
Die nächsten sechs Spielzeiten waren sehr erfolgreich, denn die Buckeyes konnten fünfmal mindestens 10 Spiele und dreimal die Big Ten gewinnen. Eddie George gewann 1995, nach einer überragenden Senior-Saison, die Heisman Trophy. Notre Dame konnte 1995–96 zweimal besiegt werden und Ohio State gewann die Hälfte ihrer Bowl-Spiele. 1993, ´95 und ´96 ging OSU ungeschlagen mit der Chance auf eine Nationale Meisterschaft ins Spiel gegen Michigan und verlor alle drei gegen den vermeintlichen Außenseiter. Bei nur 12 Niederlagen in 84 Spielen in dieser Zeit kamen also ein Drittel davon gegen den „Erzfeind“ aus dem Nachbarstaat.
Nachdem sein Vertrag 1999 verlängert worden war, stellte er Sophomore Austin Moherman im Auftaktspiel gegen die Miami Hurricanes auf und das Spiel wurde deutlich verloren. Dies war der Auftakt zu einer mittelmäßigen Saison, welche mit einer ausgeglichenen Bilanz von 6-6 endete und die Serie der erfolgreichen Saisons in den 1990er Jahren beendete. 2000 war mit 8-4 erfolgreicher aber die Kritik der Fans an Cooper wuchs, unabhängig von den aktuellen Resultaten. Im Januar 2001 verloren die Buckeyes im Outback Bowl gegen South Carolina – ein Team, welches im Jahr zuvor kein einziges Spiel gewinnen konnte – und Cooper wurde auch auf Grund von ungebührendem Verhalten einiger seiner Spieler vor und nach dem Spiel gefeuert. Außerdem wurde ihm zum Verhängnis, dass vor allem gegen Michigan und in den großen Spielen, in denen es darum ging die Chance auf die Meisterschaft zu wahren, zu schlecht abgeschnitten wurde.

### Jim Tressel (2001–2010)

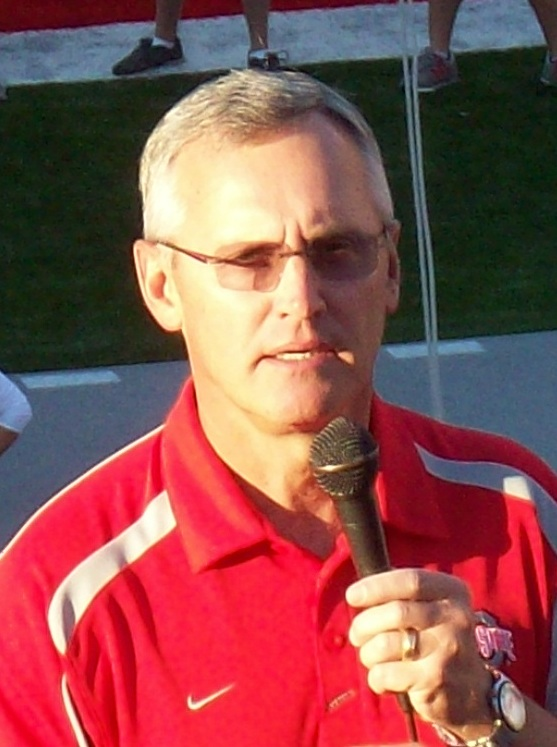
Jim Tressel führte die Buckeyes 2002 zur Meisterschaft

Ohio State suchte sofort nach einem angemessenen Nachfolger und nahm schließlich Jim Tressel unter Vertrag. Er war früher Assistenzcoach von Earle Bruce und gewann mit der Youngstown State University vier NCAA Division I-AA-Meisterschaften und galt, da in Ohio geboren, als Befürworter der Buckeyes-Traditionen. Obwohl es Zweifel daran gab, ob Tressel seine Erfolge auch auf Division 1A-Ebene wiederholen könne, löste die Verpflichtung bei den meisten Fans Begeisterung aus. Bei seinem ersten öffentlichen Auftritt als Headcoach der OSU hielt er bei einem Buckeyes-Basketballspiel vor Fans und Studenten eine begeisternde Rede und prophezeite, dass sein Team im November Michigan in Ann Arbor besiegen würde.
Tressels erste Saison war mühsam und endete mit 7-5, wobei alle Niederlagen außer einer mit einem Touchdown oder weniger verloren gingen. Allerdings machte er sein Versprechen wahr und besiegte die Michigan Wolverines im Auswärtsspiel. Obwohl die Fans große Hoffnungen für die Saison 2002 hegten, kam der Gewinn der Nationalen Meisterschaft doch etwas überraschend.
Ohio konnte sich durch starke Verteidigungsarbeit, viel Ballbesitz und kluge Taktik in einigen knappen Spielen durchsetzen – ein Spielstil welcher „Tresellball“ getauft wurde, Kritiker nannten sie die „Luckeyes“.
2006 und 2007 konnte jeweils das Meisterschaftsfinale erreicht werden, jedoch ohne weiteren Erfolg. Erst 2010 konnten die Oregon Ducks im Rose Bowl mit 26:17 besiegt werden und somit war die Niederlagenserie in den Bowl-Spielen vorerst beendet. Terrelle Pryor wurde in diesem Spiel auf Grund zweier Touchdown-Pässe und 266 Yards Raumgewinn durch sein Passspiel zum MVP gewählt und hatte damit alleine mehr Yards erzielt als die komplette Mannschaft aus Oregon.
Im Dezember 2010 wurde bekannt gegeben, dass fünf Spieler der Ohio State Buckeyes für die ersten fünf Meisterschaftsspiele der Saison 2011, auf Grund von Verstößen gegen die NCAA-Richtlinien, gesperrt werden würden. Auslöser für die Strafe waren Berichte, nach denen die Spieler für Autogramme im Gegenzug Tattoos erhielten. Außerdem machten sie sich u. a. durch den Verkauf ihrer Big Ten Championship-Ringe strafbar. Im Januar 2011 wurde die Saison mit einem 31:26-Sieg im Sugar Bowl gegen Arkansas erfolgreich beendet. Dieser Sieg bescherte den Buckeyes den ersten Sieg bei 10 Versuchen gegen einen Gegner aus der Southeastern Conference, wurde jedoch später auf Grund der Verstöße gegen die NCAA annulliert. Letztendlich wurde die komplette Saison mit null Siegen und einer Niederlage gewertet.

#### „Tattoogate“
Am 22. Dezember 2010 veröffentlichte die NCAA die Sperre von fünf Spielern der Buckeyes für die ersten 5 Spiele der Saison 2011 auf Grund von unerlaubter Nebeneinnahmen. Mike Adams, Dan Herron, DeVier Posey, Solomon Thomas und Quarterback Terrelle Pryor wurde zur Last gelegt, dass sie sich für das Signieren von Autogrammen Tattoos stechen ließen und Erinnerungsstücke, welche sie von ihrer Universität erhalten hatten, gewinnbringend verkauft hatten. Zusätzlich wurde Jordan Witing für sein Mitwirken für die komplette Saison gesperrt. Der Skandal wurde aufgedeckt, als der Besitzer eines Tattooladens in Columbus, Edward Rife, wegen des Verdachts auf Drogenhandel vernommen wurde. Beim Sieg im Sugarbowl 2011 gegen die Arkansas Razorbacks nahmen alle betroffenen Spieler teil und sorgten für einen 31:26-Sieg. Dieser Sieg und auch alle anderen Spiele der abgelaufenen Saison wurden später annulliert und somit beendeten die Buckeyes die Saison mit einer Bilanz von 0-0.
Am 8. März 2011 wurde Head Coach Jim Tressel für die ersten zwei Spiele der Saison 2011 von der Ohio State Universität gesperrt und musste eine 250.000-Dollar-Strafe bezahlen, da er von den unerlaubten Nebeneinkünften seiner Spieler wusste. Später wurde die Sperre auf fünf Spiele ausgeweitet, bevor Tressel am 30. Mai 2011 von seinem Posten als Cheftrainer der Buckeyes zurücktrat.

### Luke Fickell (2011)
Am 8. Juli 2011 entschied die Ohio State University im Zuge eines Selbstreinigungsprozesses, dass alle Siege der vorherigen Saison auf Grund der Regelverstöße keine Anerkennung erhalten sollten. Der ehemalige Coach Jim Tressel erhielt von der Universität 52.000 US-Dollar und die ihm auferlegte Geldstrafe von 250.000 Dollar wurde aufgehoben. Außerdem wurde sein Status von „Entlassen“ auf „Zurückgetreten“ geändert, womit sie seinem Wunsch als „lebenslanger Buckeye“ nachkamen.
Interimstrainer für die Saison 2011 wurde Luke Fickell, welcher das Team zu einer ausgeglichenen Bilanz von sechs Siegen und sechs Niederlagen führte, bevor der Saisonabschluss im Gator Bowl gegen Florida verloren ging.

### Urban Meyer (2012–2018)

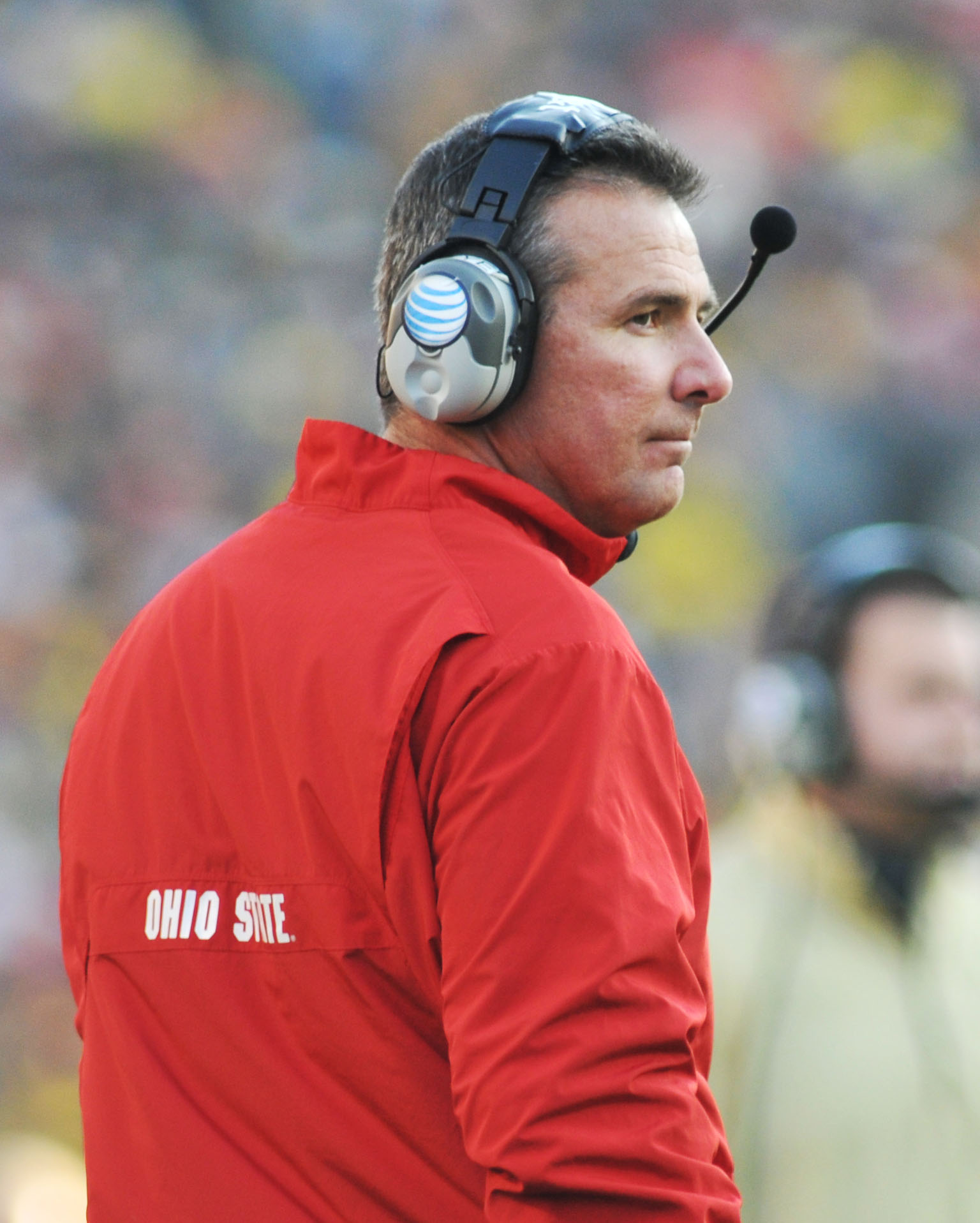
Urban Meyer

Am 28. November 2011 nahm der ehemalige University-of-Florida-Cheftrainer und ESPN-College-Football-Experte Urban Meyer den Posten als Head Coach des Footballteams der Ohio State University an. Seine erste Saison enthielt kein Postseason-Spiel, denn die Buckeyes erhielten auf Grund des „Tattoogate“-Skandals eine Einjahressperre für Bowl-Games, außerdem umfassten die Sanktionen der NCAA den Verlust von drei Stipendien in jeder der nächsten drei Spielzeiten und eine Bewährung bis zum Dezember 2014.
In Meyers erstem Jahr führte er die Buckeyes zu einer perfekten Saison mit 12 Siegen ohne Niederlage und gewann damit die Big Ten Leaders Division. Die normalerweise folgende Teilnahme im Big Ten Football Championship-Spiel und die Teilnahme am Bowl Game blieb ihnen aber somit verwehrt. In der Saison 2013 gewannen sie ihre zweite Leaders Division Championship in Folge, nachdem sie Indiana 42:14 besiegt hatten. Mit diesem Sieg stellten sie einen Team-Rekord für die längste Siegesserie aller Zeiten auf (23 Siege in Folge). In der nächsten Woche besiegten sie Michigan in Ann Arbor und bauten die Serie auf 24 Spiele aus. Allerdings musste Meyer anschließend durch die 34:24-Niederlage im Big 10 Conference Championship Game gegen Michigan State seine erste Niederlage als Trainer der OSU einstecken. Im darauffolgenden Orange Bowl verloren die Buckeyes gegen Clemson mit 40:35.
2014 gewannen sie zum ersten Mal die neue Big Ten East Division und qualifizierten sich somit für das „Big Ten Championship Game“ das mit 59:0 gegen Wisconsin gewonnen wurde. In den erstmals durchgeführten, aus vier Teams bestehenden, Play-offs um die nationale Meisterschaft gewannen sie zunächst im Sugar Bowl gegen Alabama mit 42:35. Im College Football Playoff National Championship Game konnte Oregon mit 42:20 besiegt werden, wodurch die Buckeyes ihre achte Meisterschaft gewannen.
Im Dezember 2018 gab Meyer bekannt, nach der Saison aus gesundheitlichen Gründen als Head Coach zurückzutreten. Zuvor hatten die Buckeyes 2017 und 2018 jeweils die Meisterschaft in der Big Ten Conference gewonnen.

### Ryan Day (seit 2019)

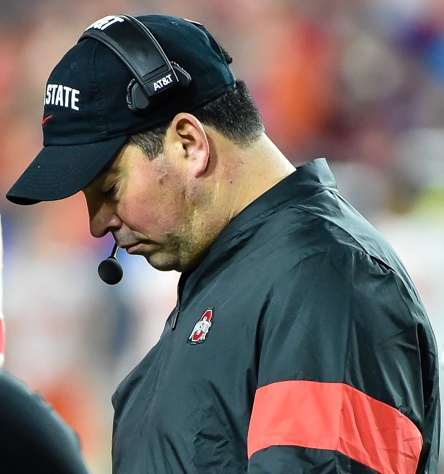
Ryan Day, seit 2019 Head Coach der Buckeyes

Neuer Head Coach nach dem Rücktritt von Meyer wurde Ryan Day, zuvor Offensive Coordinator der Buckeyes, der Meyer bereits zu Beginn der Saison 2018 wegen einer Sperre als Head Coach vertreten hatte. Unter Day konnten die Buckeyes ihre Erfolge fortsetzten und gewannen mit Quarterback Justin Fields 2019 und 2020 erneut die Meisterschaft in der Big Ten Conference. Zudem erreichte man 2020 das College Football Playoff National Championship Game, das man allerdings gegen die Alabama Crimson Tide verlor.

## Heimspielstätten
- Recreational Park (Columbus) (1890–1897)
- Ohio Field (1898–1921)
- Ohio Stadium (seit 1922)

## Traditionen
- Brutus Buckeye

Seit 1965 taucht Brutus Buckeye als Maskottchen bei allen Spielen auf. 2007 wurde er in die „Mascot Hall of Fame“ aufgenommen und ist eins der bekanntesten in den gesamten Vereinigten Staaten.
- Michigan Week

Seit 1935 trifft die OSU im letzten Spiel der regulären Saison auf die Michigan Wolverines. Die Woche vor diesem Spiel ist bekannt als „Michigan Week“, in der viele kleine Events stattfinden. Wichtigster Punkt dabei ist, öffentlich das Team zu unterstützen und sich auf das bevorstehende Spiel einzustellen.
- Der O-BlockBlock O, Ohio State University

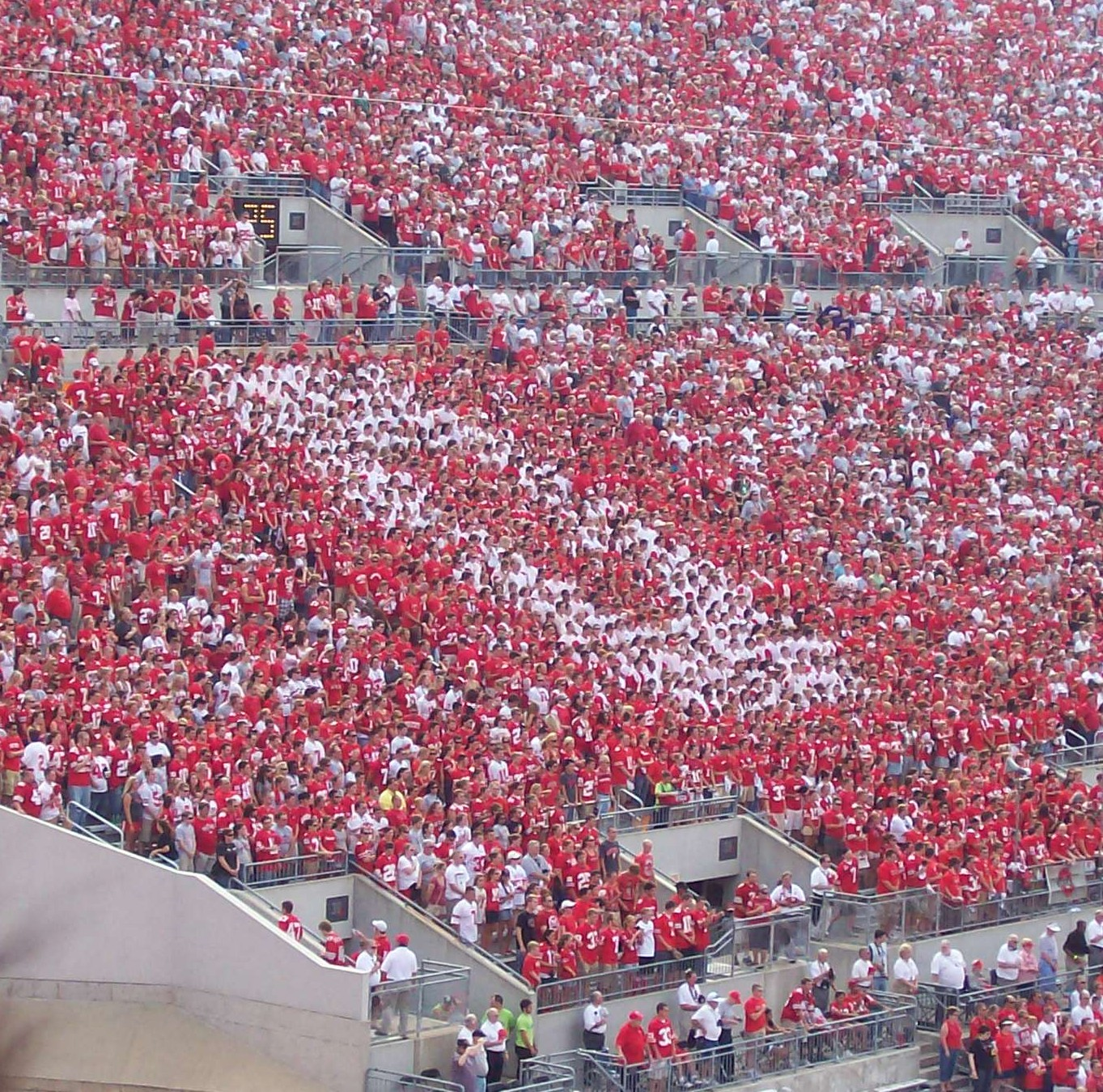
Block O, Ohio State University

Seit 1938 ist der Block O der offizielle Fanblock der Buckeyes. Bestehend aus der gleichnamigen Studentenorganisation ist er für lautstarkes Anfeuern und für seine Choreographien bekannt. Er befindet sich neben der Band auf der Südtribüne im Ohio Stadium.

### Marching band

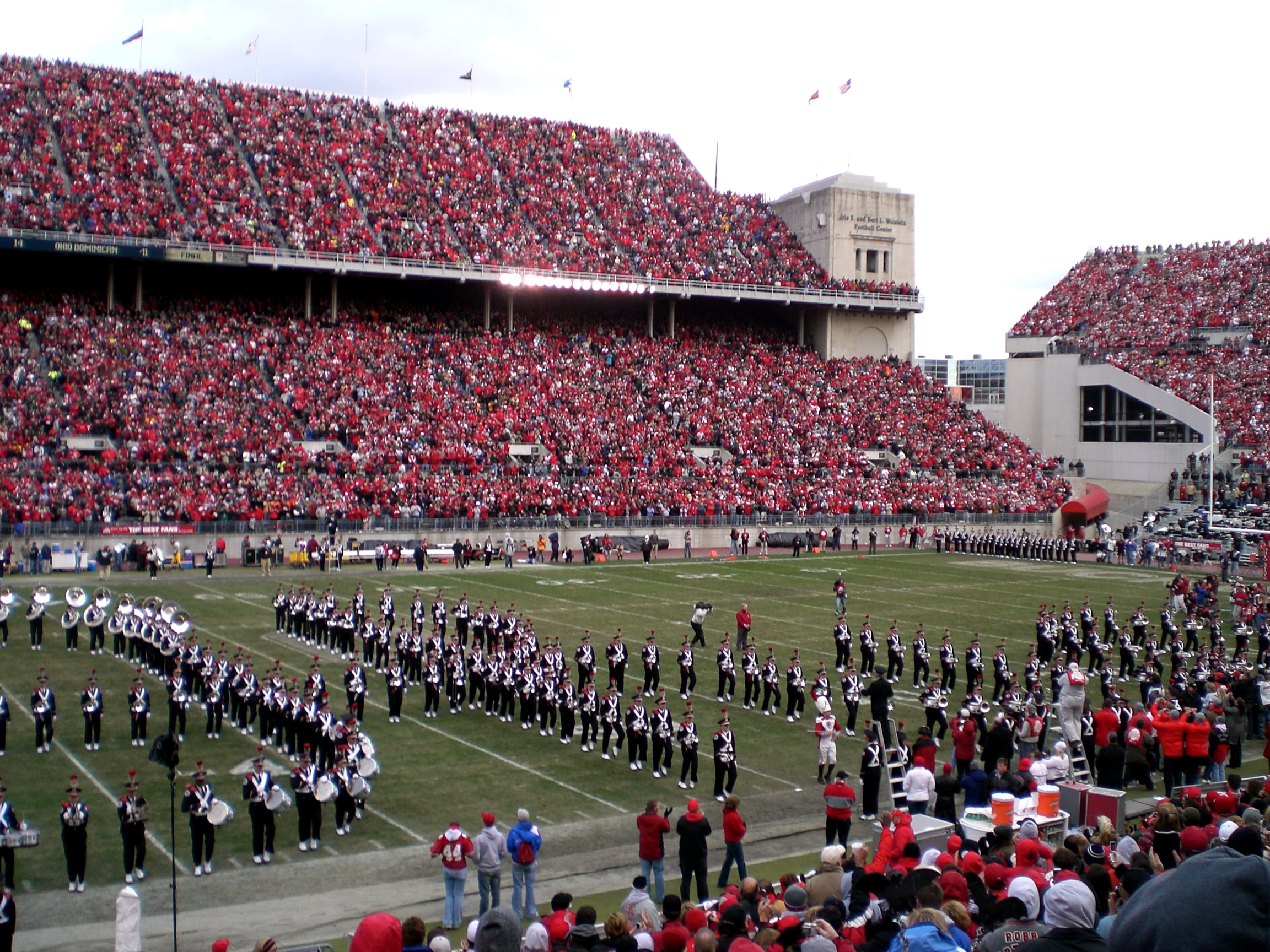
Script Ohio

Die Marching Band, welche oft als „The Best Damn Band In The Land“ oder abgekürzt als TBDBITL bezeichnet wird, ist die am besten sichtbare und möglicherweise auch die am ehesten bekannte Tradition bei Spielen der Ohio State Buckeyes. Sie ist eine der wenigen Marching Bands in den USA, welche nur aus Blechblasinstrumenten und Percussion besteht und eine der größten auf der ganzen Welt. Vor Heimspielen werden vier wichtige Prozeduren durchgeführt (Skull Session, „Hang on Sloopy“, Ramp Entrance), doch insbesondere der Ohio-Schriftzug, geformt aus den Mitgliedern der Band, stellt ein großes Highlight vor Spielbeginn dar.

## Rivalen

### Ohio State - Michigan
Auf Grund der vielen geschichtsträchtigen Aufeinandertreffen dieser beiden traditionell stark besetzten Mannschaften, wurde diese Paarung von ESPN im Jahr 2000 zur größten Rivalität im amerikanischen Sport gewählt. Beide Mannschaften treffen seit 1953 im letzten Spiel der regulären Saison aufeinander und die Partie wird abwechselnd im Ohio Stadium in Columbus und im Michigan Stadium, Ann Arbor ausgetragen, wobei in den geraden Jahren in Ohio gespielt wird. 22-mal wurde bisher die Big Ten Conference Championship in diesem Spiel entschieden. Bisher trafen beide Teams in 118 Spielen aufeinander, von denen Michigan 60 gewinnen konnte (Stand 2023). 51-mal gewann Ohio State und es kam bisher zu 6 Unentschieden.

### Ohio State - Illinois

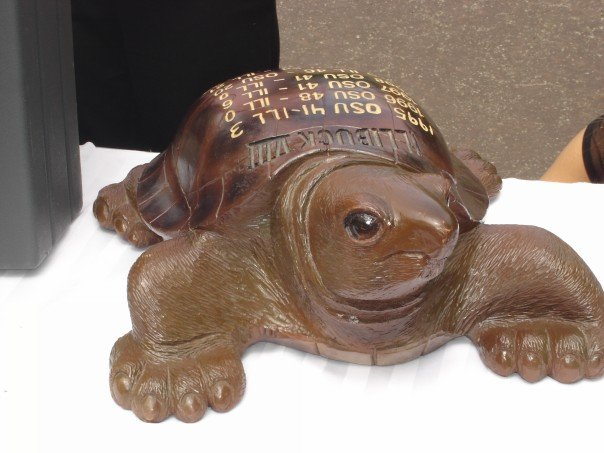
Der Illibuck wird dem Sieger aus dem Spiel Ohio State - Illinois überreicht

Die Rivalität zu der University of Illinois begann, als von 1919 bis 1933 das letzte Spiel der Saison regelmäßig zwischen diesen beiden Teams ausgetragen wurde. Zu dieser Zeit entstand auch der Brauch, dass der Sieger dieser Partie den sogenannten „Illibuck“, eine Schildkröte, als Trophäe überreicht bekam. Als der Original-Illibuck, eine echte Schildkröte, die von 1925 bis 1927 vom Sieger gepflegt wurde, starb, wurden mittlerweile 10 hölzerne Replikas hergestellt, in deren Rücken das Ergebnis des jährlichen Aufeinandertreffens eingraviert wird. Ohio State führt in der Serie mit 65 Siegen zu 30 Niederlagen und 4 Unentschieden.

## Titel

### Nationale Meistertitel
| Jahr                   | Trainer                | Selektor                      | Bilanz | Big Ten Bilanz | Bowl                         |
| ---------------------- | ---------------------- | ----------------------------- | ------ | -------------- | ---------------------------- |
| 1942                   | Paul Brown             | AP                            | 9–1    | 6–1            | –                            |
| 1954                   | Woody Hayes            | AP                            | 10–0   | 7–0            | Sieg im Rose Bowl            |
| 1957                   | Woody Hayes            | FWAA, UPI                     | 9–1    | 7–0            | Sieg im Rose Bowl            |
| 1961                   | Woody Hayes            | FWAA                          | 8–0–1  | 6–0            | –                            |
| 1968                   | Woody Hayes            | AP, FWAA, NFF, UPI            | 10–0   | 7–0            | Sieg im Rose Bowl            |
| 1970                   | Woody Hayes            | NFF                           | 9–1    | 7–0            | Niederlage im Rose Bowl      |
| 2002                   | Jim Tressel            | BCS, AP, USAT/ESPN, NFF, FWAA | 14–0   | 8–0            | Sieg im Fiesta Bowl          |
| 2014                   | Urban Meyer            | CFP, AP, USAT/AMWAY, FWAA/NFF | 14–1   | 8–0            | Sieg in der CFP Championship |
| 2024                   | Ryan Day               | CFP, AP, Coaches, NFF         | 14–2   | 7–2            | Sieg in der CFP Championship |
| Nationale Meistertitel | Nationale Meistertitel | Nationale Meistertitel        | 9      | 9              | 9                            |

### Ungeschlagene Spielzeiten
| 1899                                                        | 9–0–1                                                       | –                                                           | John B. Eckstorm |    |    |
| 1916                                                        | 7–0                                                         | 4–0                                                         | John Wilce       |    |    |
| 1917                                                        | 8–0–1                                                       | 4–0                                                         | John Wilce       |    |    |
| 1944                                                        | 9–0                                                         | 6–0                                                         | Carroll Widdoes  |    |    |
| 1954                                                        | 10–0                                                        | 7–0                                                         | Woody Hayes      |    |    |
| 1961                                                        | 8–0–1                                                       | 6–0                                                         | Woody Hayes      |    |    |
| 1968                                                        | 10–0                                                        | 7–0                                                         | Woody Hayes      |    |    |
| 1973                                                        | 10–0–1                                                      | 7–0                                                         | Woody Hayes      |    |    |
| 2002                                                        | 14–0                                                        | 8–0                                                         | Jim Tressel      |    |    |
| 2012                                                        | 12–0                                                        | 8–0                                                         | Urban Meyer      |    |    |
| Ungeschlagene Spielzeiten                                   | Ungeschlagene Spielzeiten                                   | Ungeschlagene Spielzeiten                                   | 10               | 10 | 10 |
| Perfekte Spielzeiten (keine Niederlagen oder Unentschieden) | Perfekte Spielzeiten (keine Niederlagen oder Unentschieden) | Perfekte Spielzeiten (keine Niederlagen oder Unentschieden) | 6                | 6  | 6  |

### Conference Meisterschaften
Ohio State trat 1913 der Big Ten bei; vorher waren sie Mitglieder der Ohio Athletic Conference und gewannen 2 OAC-Titel. Die Buckeyes haben 34-mal die Big Ten gewonnen, was den zweitbesten Wert in der Conference darstellt und der drittbeste Wert unter allen Schulen und Conferences.
| Jahr                 | Conference                     | Trainer              | Bilanz | Conference Bilanz |    |
| -------------------- | ------------------------------ | -------------------- | ------ | ----------------- | -- |
| 1906                 | Ohio Athletic Conference (OAC) | Albert E. Herrnstein | 8–1    | 4–0               |    |
| 1912                 | OAC                            | John Richards        | 6–3    | 4–0               |    |
| 1916                 | Big Ten                        | John Wilce           | 7–0    | 4–0               |    |
| 1917                 | Big Ten                        | John Wilce           | 8–0–1  | 4–0               |    |
| 1920                 | Big Ten                        | John Wilce           | 7–1    | 5–0               |    |
| 1935 §               | Big Ten                        | Francis Schmidt      | 7–1    | 5–0               |    |
| 1939                 | Big Ten                        | Francis Schmidt      | 6–2    | 5–1               |    |
| 1942                 | Big Ten                        | Paul Brown           | 9–1    | 5–1               |    |
| 1944                 | Big Ten                        | Carroll Widdoes      | 9–0    | 6–0               |    |
| 1949 §               | Big Ten                        | Wes Fesler           | 7–1–2  | 4–1–1             |    |
| 1954                 | Big Ten                        | Woody Hayes          | 10–0   | 7–0               |    |
| 1955                 | Big Ten                        | Woody Hayes          | 7–2    | 6–0               |    |
| 1957                 | Big Ten                        | Woody Hayes          | 9–1    | 7–0               |    |
| 1961                 | Big Ten                        | Woody Hayes          | 8–0–1  | 6–0               |    |
| 1968                 | Big Ten                        | Woody Hayes          | 10–0   | 7–0               |    |
| 1969 §               | Big Ten                        | Woody Hayes          | 8–1    | 6–1               |    |
| 1970                 | Big Ten                        | Woody Hayes          | 9–1    | 7–0               |    |
| 1972 §               | Big Ten                        | Woody Hayes          | 9–2    | 7–1               |    |
| 1973 §               | Big Ten                        | Woody Hayes          | 10–0–1 | 7–0–1             |    |
| 1974 §               | Big Ten                        | Woody Hayes          | 10–2   | 7–1               |    |
| 1975                 | Big Ten                        | Woody Hayes          | 11–1   | 8–0               |    |
| 1976 §               | Big Ten                        | Woody Hayes          | 9–2–1  | 7–1               |    |
| 1977 §               | Big Ten                        | Woody Hayes          | 9–3    | 6–2               |    |
| 1979                 | Big Ten                        | Earle Bruce          | 11–1   | 8–0               |    |
| 1981 §               | Big Ten                        | Earle Bruce          | 9–3    | 6–2               |    |
| 1984                 | Big Ten                        | Earle Bruce          | 9–3    | 7–2               |    |
| 1986 §               | Big Ten                        | Earle Bruce          | 10–3   | 7–1               |    |
| 1993 §               | Big Ten                        | John Cooper          | 10–1–1 | 6–1–1             |    |
| 1996 §               | Big Ten                        | John Cooper          | 11–1   | 7–1               |    |
| 1998 §               | Big Ten                        | John Cooper          | 11–1   | 7–1               |    |
| 2002 §               | Big Ten                        | Jim Tressel          | 14–0   | 8–0               |    |
| 2005 §               | Big Ten                        | Jim Tressel          | 10–2   | 7–1               |    |
| 2006                 | Big Ten                        | Jim Tressel          | 12–1   | 8–0               |    |
| 2007                 | Big Ten                        | Jim Tressel          | 11–2   | 7–1               |    |
| 2008 §               | Big Ten                        | Jim Tressel          | 10–3   | 7–1               |    |
| 2009                 | Big Ten                        | Jim Tressel          | 11–2   | 7–1               |    |
| 2014                 | Big Ten                        | Urban Meyer          | 14-1   | 8–0               |    |
| 2017                 | Big Ten                        | Urban Meyer          | 12–2   | 8–1               |    |
| 2018                 | Big Ten                        | Urban Meyer          | 13–1   | 8–1               |    |
| 2019                 | Big Ten                        | Ryan Day             | 13–1   | 9–0               |    |
| 2020                 | Big Ten                        | Ryan Day             | 7–1    | 6–0               |    |
| Conference Champions | Conference Champions           | Conference Champions | 39     | 39                | 39 |

- Ohio State annullierte 12 Siege (7 in der Conference) und die geteilte Big Ten-Meisterschaft 2010.

§ – geteilter Conference-Champion

## Individuelle Auszeichnungen
Bis zur Saison 2006 haben Spieler von Ohio State deutlich mehr Trophäen gesammelt als von irgendeiner anderen NCAA Division 1A-Universität. Die Buckeyes gewannen 34 der aufgelisteten Auszeichnungen, gefolgt von Oklahoma mit 26. Dabei ist die OSU die einzige Schule, welche jede der Auszeichnungen mindestens einmal erhielt. Von den fünf Awards, die alle seit dem Jahr 1980 oder noch eher vergeben werden (Heisman, Lombardi, Maxwell, Outland und Walter Camp), gingen ebenfalls mit 25 die meisten an die Buckeyes (gefolgt von Notre Dame mit 23).

### Rückennummern die nicht mehr vergeben werden
| Ohio State - Rückennummern die nicht mehr vergeben werden |                           |              |
| No.                                                       | Player                    | Position     |
| 10                                                        | Troy Smith                | QB           |
| 22                                                        | Les Horvath               | RB, QB       |
| 27                                                        | Eddie George              | RB           |
| 31                                                        | Vic Janowicz              | HB           |
| 40                                                        | Howard „Hopalong“ Cassady | HB           |
| 45                                                        | Archie Griffin            | RB           |
| 47                                                        | Chic Harley               | HB QB, WR, K |
| 99                                                        | Bill Willis               | DL           |

### Lombardi Award
Spieler von Ohio State haben den Lombardi Award sechsmal gewonnen. Dabei ist Orlando Pace der einzige Spieler in der Geschichte, dem sie zweimal überreicht wurde.
- 1970: Jim Stillwagon
- 1973: John Hicks
- 1987: Chris Spielman
- 1995: Orlando Pace
- 1996: Orlando Pace
- 2005: A. J. Hawk

### Maxwell Award
Vier Spieler gewannen bisher den Maxwell Award:
- 1955: Howard Cassady
- 1961: Bob Ferguson
- 1975: Archie Griffin
- 1995: Eddie George

### Outland Trophy
Die Outland Trophy wurde bisher an vier Spieler der OSU überreicht:
- 1956: Jim Parker
- 1970: Jim Stillwagon
- 1973: John Hicks
- 1996: Orlando Pace

### Walter Camp Award
Drei Ohio State Spieler gewannen bisher den Walter Camp Award:
- 1974, 1975: Archie Griffin
- 1995: Eddie George
- 2006: Troy Smith

### Andere Auszeichnungen
- Eddie George erhielt den Doak Walker Award 1995
- Terry Glenn erhielt den Fred Biletnikoff Award 1995
- Andy Katzenmoyer erhielt den Dick Butkus Award 1997
- Antoine Winfield erhielt den Jim Thorpe Award 1998
- LeCharles Bentley erhielt die Dave Rimington Trophy 2001
- B. J. Sander erhielt den Ray Guy Award 2003
- Mike Nugent erhielt den Lou Groza Award 2004
- James Laurinaitis erhielt die Bronko Nagurski Trophy 2006
- Troy Smith erhielt den Davey O’Brien Award 2006
- James Laurinaitis erhielt den Dick Butkus Award 2007
- Malcolm Jenkins erhielt den Jim Thorpe Award 2008
- James Laurinaitis erhielt die Lott Trophy  2008
- Billy Price erhielt die Dave Rimington Trophy 2017
- Marvin Harrison Jr. erhielt den Fred Biletnikoff Award 2023